# 陸川
陸川（ルー・チュアン、ルー・チューアン、1971年2月8日 - ）は、中華人民共和国新疆出身の映画監督・脚本家。いわゆる第6世代の監督の1人として知られる。

## 経歴
6歳のときに北京に移住。

出身校：
- 解放軍国際関係学院　英語科（1993年卒）
- 北京電影学院　導演科　修士課程終了（1998年卒）

## 主な作品

### 監督・脚本
- 『ミッシング・ガン』[1]（尋槍）（2002）
- 『ココシリ』[2]（可可西里）（2004）
- 『南京!南京!』[3]（南京!南京!）（2009）史実を守る映画祭で上映、各種動画配信サイトで配信。
- 『項羽と劉邦 鴻門の会』（王的盛宴）（2012）
- 『ドラゴン・クロニクル 妖魔塔の伝説』（九層妖塔）（2015）
- 『ボーン・イン・チャイナ』（我們誕生在中国）（2016）ドキュメンタリー映画。「2017東京／沖縄・中国映画週間」で上映。
- 『北京冬季五輪2022』（北京2022）（2023）ドキュメンタリー映画。

### 脚本
- （黒洞）、テレビドラマ（2000）
- （情不自禁）、テレビ映画（2001）

### その他の監督作品
- スペシャルオリンピックス夏季世界大会 開幕式 宣伝映像（2007）
- 『鳥の巣・吸引』（鳥巣・吸引）（2012）総監督

### 出演
- 『最愛』（最愛）（2011）

## 受賞歴
- 『ミッシング・ガン』で台湾優良シナリオ大賞を受賞。（2001）
- 『ココシリ』で第17回東京国際映画祭で審査員特別賞を受賞。（2004）
- 『ココシリ』で台湾金馬奨最優秀作品賞と撮影賞を受賞。（2004）
- 『ココシリ』で中国華表奨の劇映画賞を受賞。（2005）
- 『ココシリ』で中国金鶏奨最優秀劇映画賞を受賞。（2005）
- 『ココシリ』で香港電影金像奨最優秀アジア映画賞を受賞。（2006）
- 『南京!南京!』で第57回サンセバスチャン国際映画祭コンペティション部門で、ゴールデン・シェル賞（最優秀作品賞）、審査員賞（最優秀監督賞）、カトリック映画賞（シグニス賞）を受賞。（2009）